# 小孔沙格国家公园

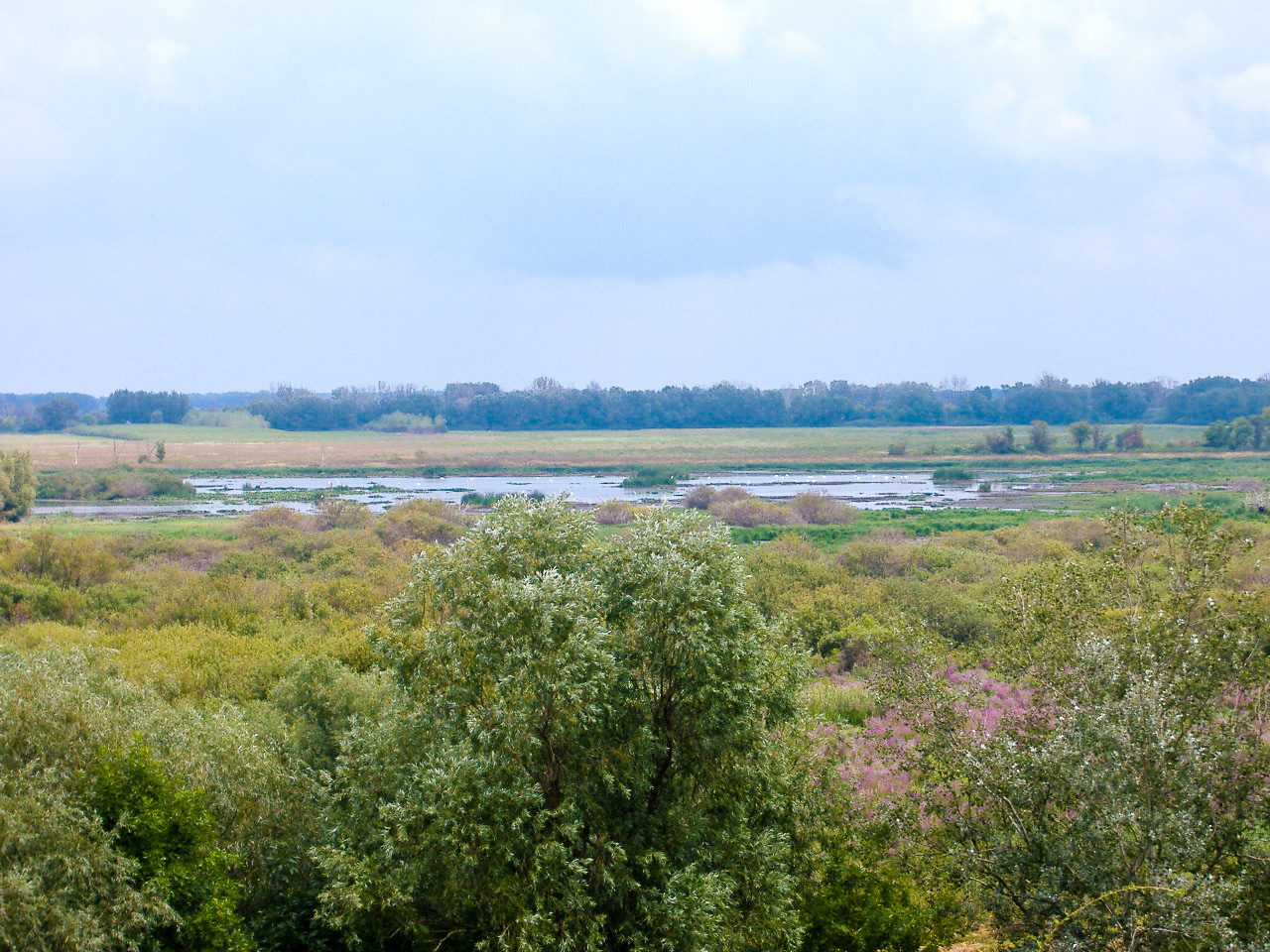

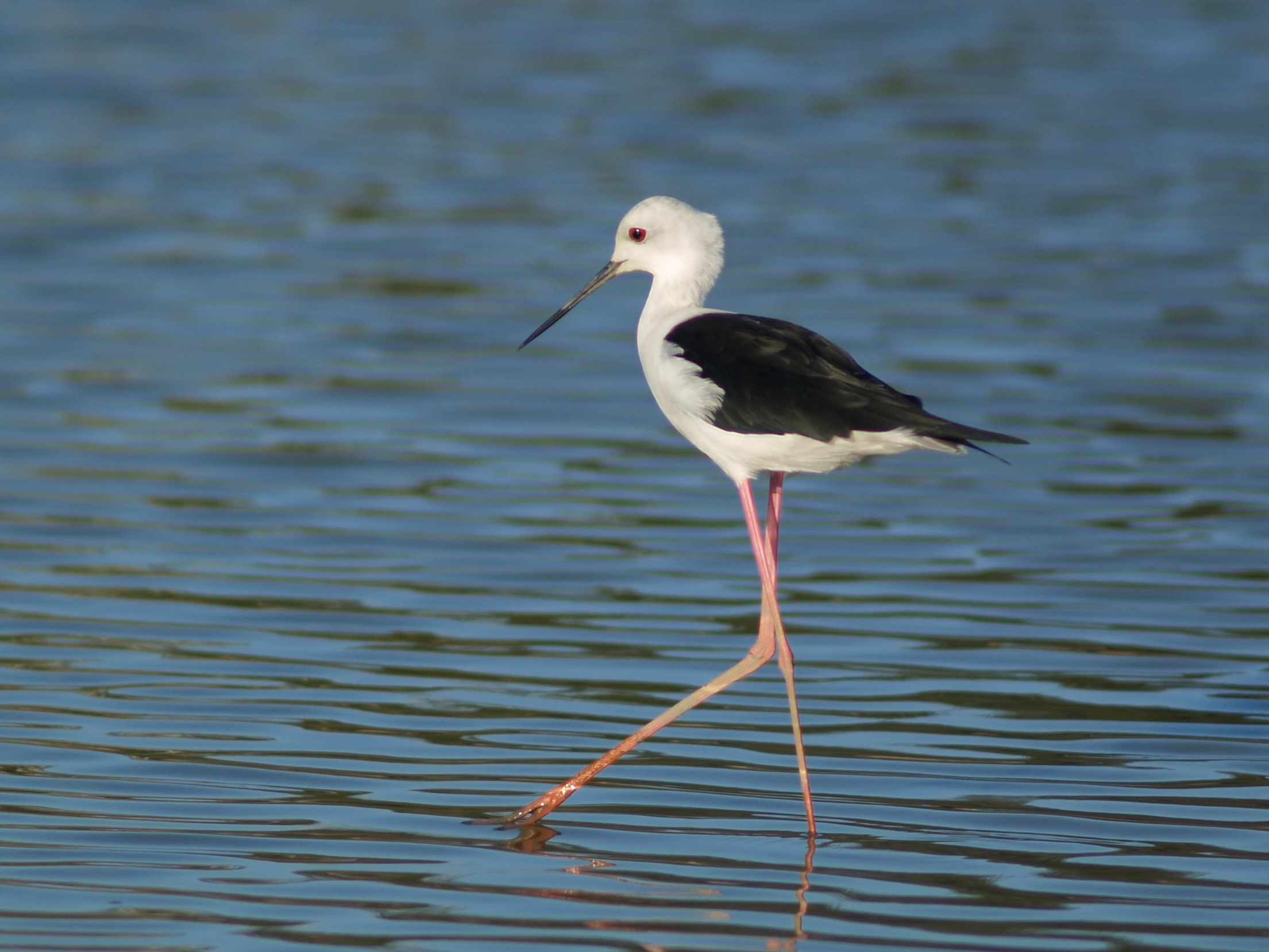

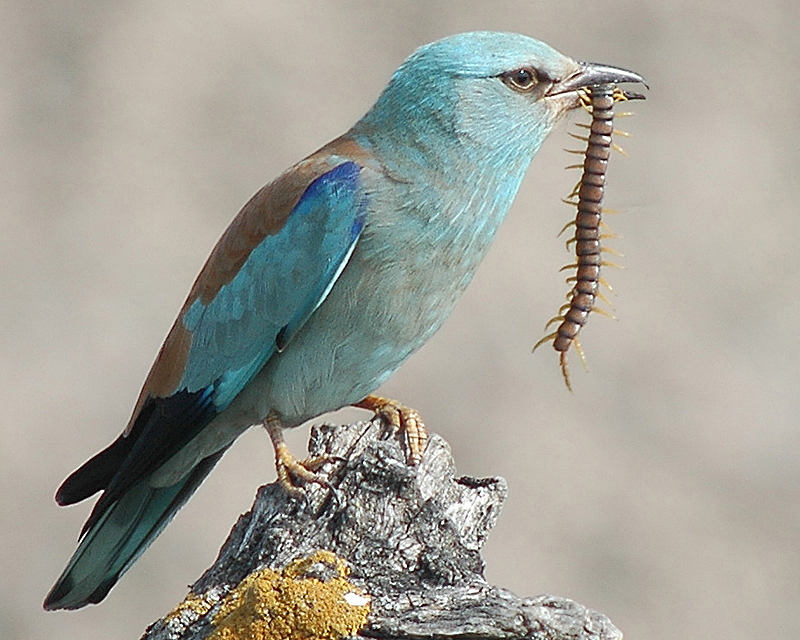

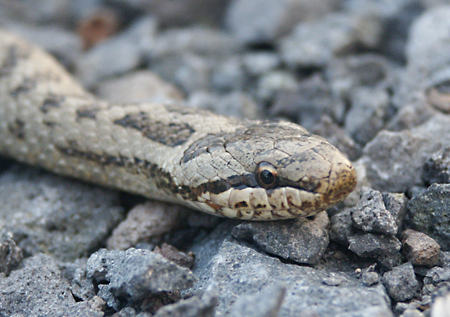

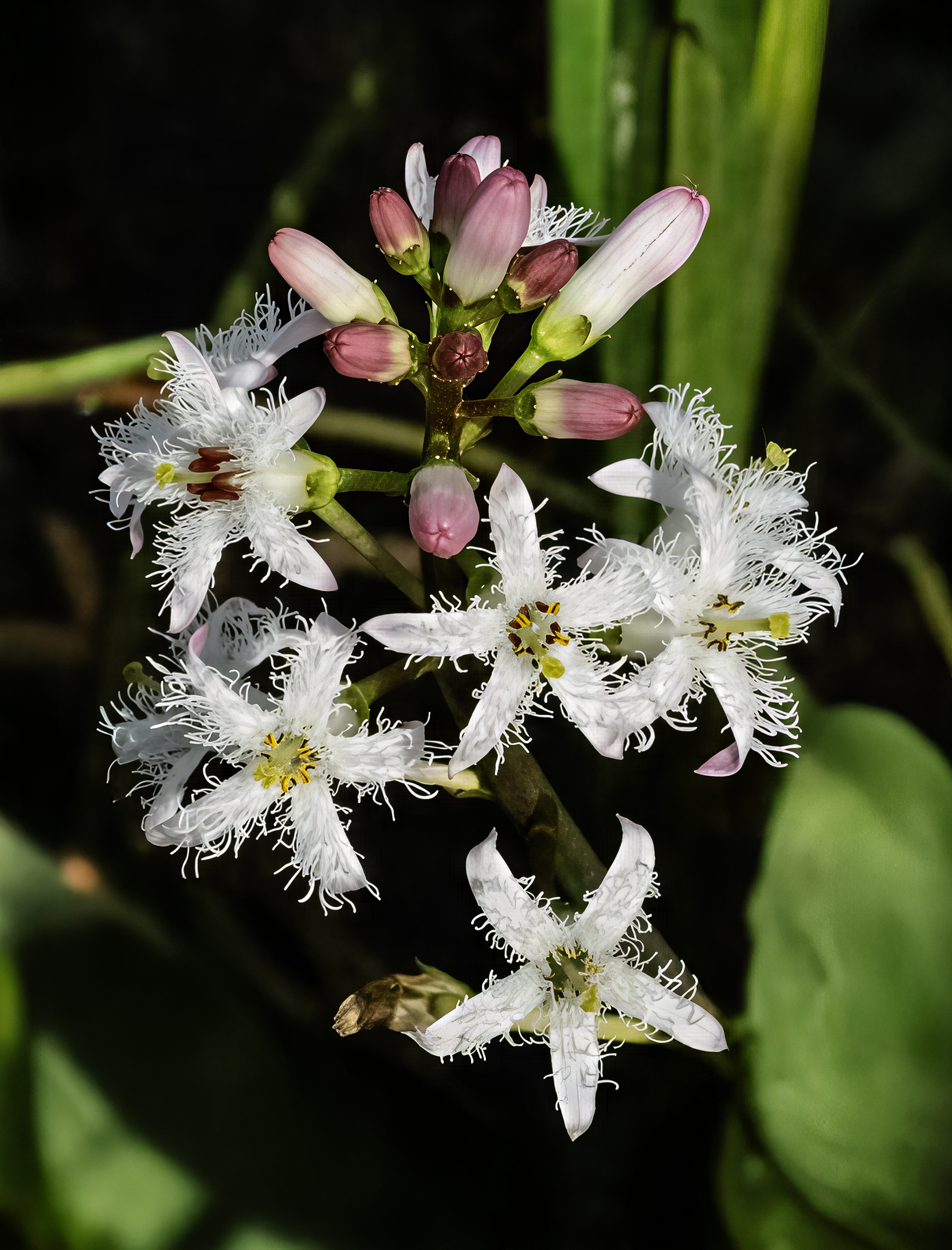

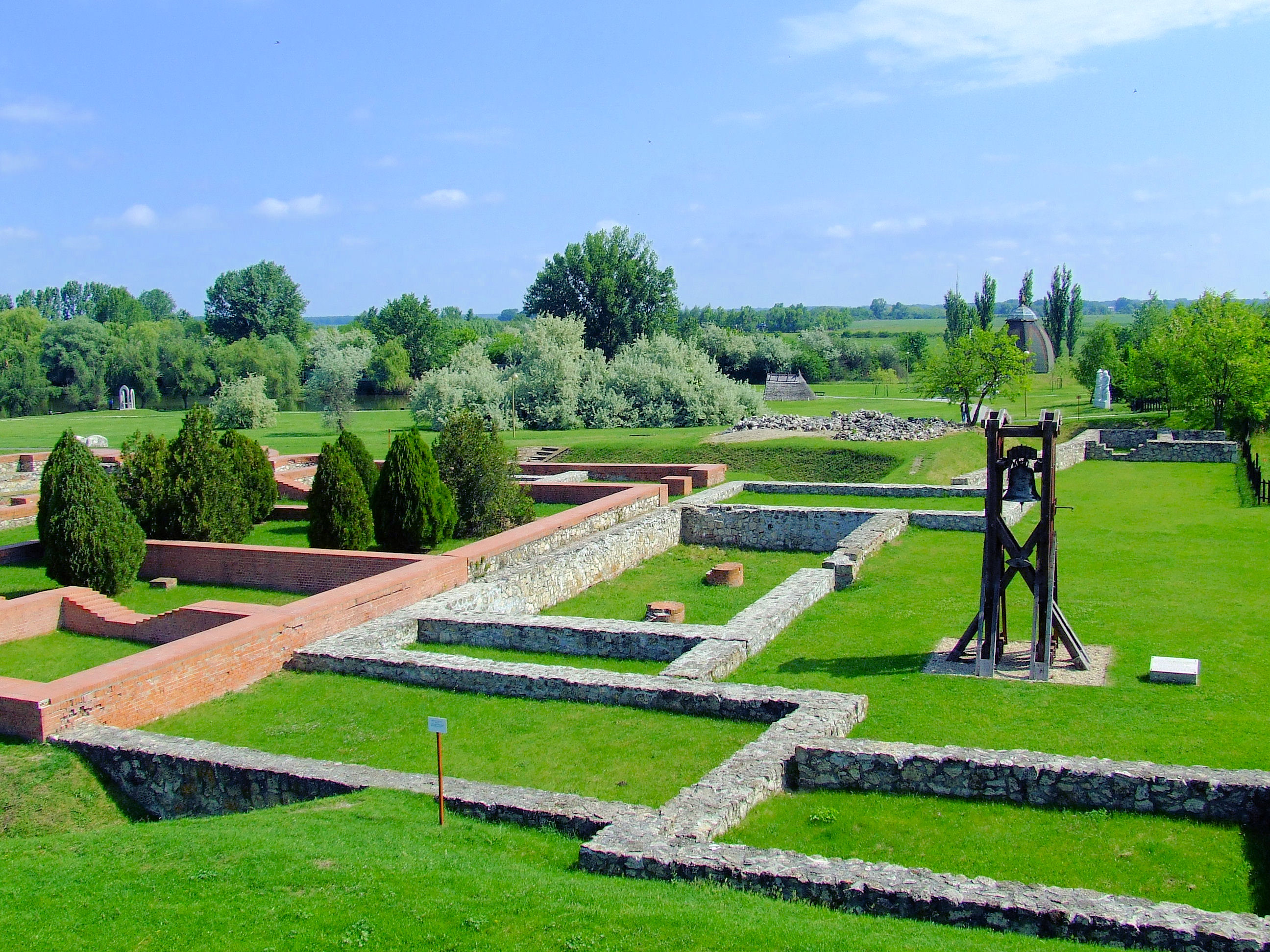

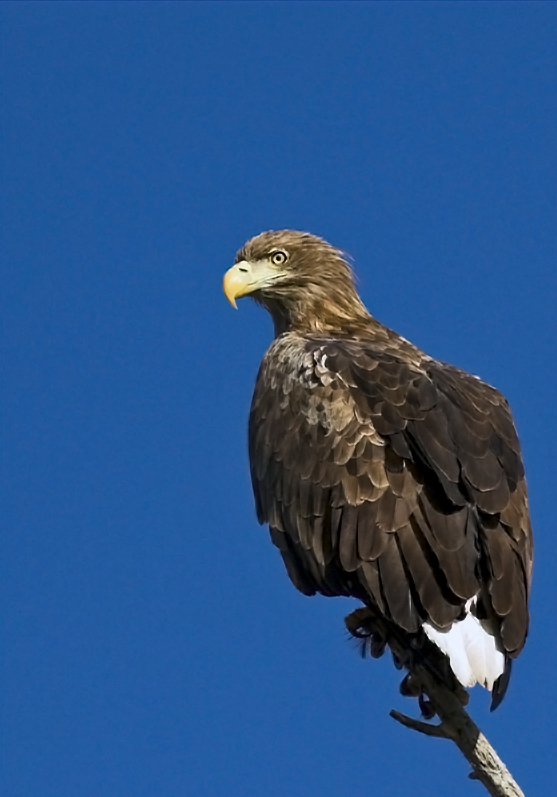

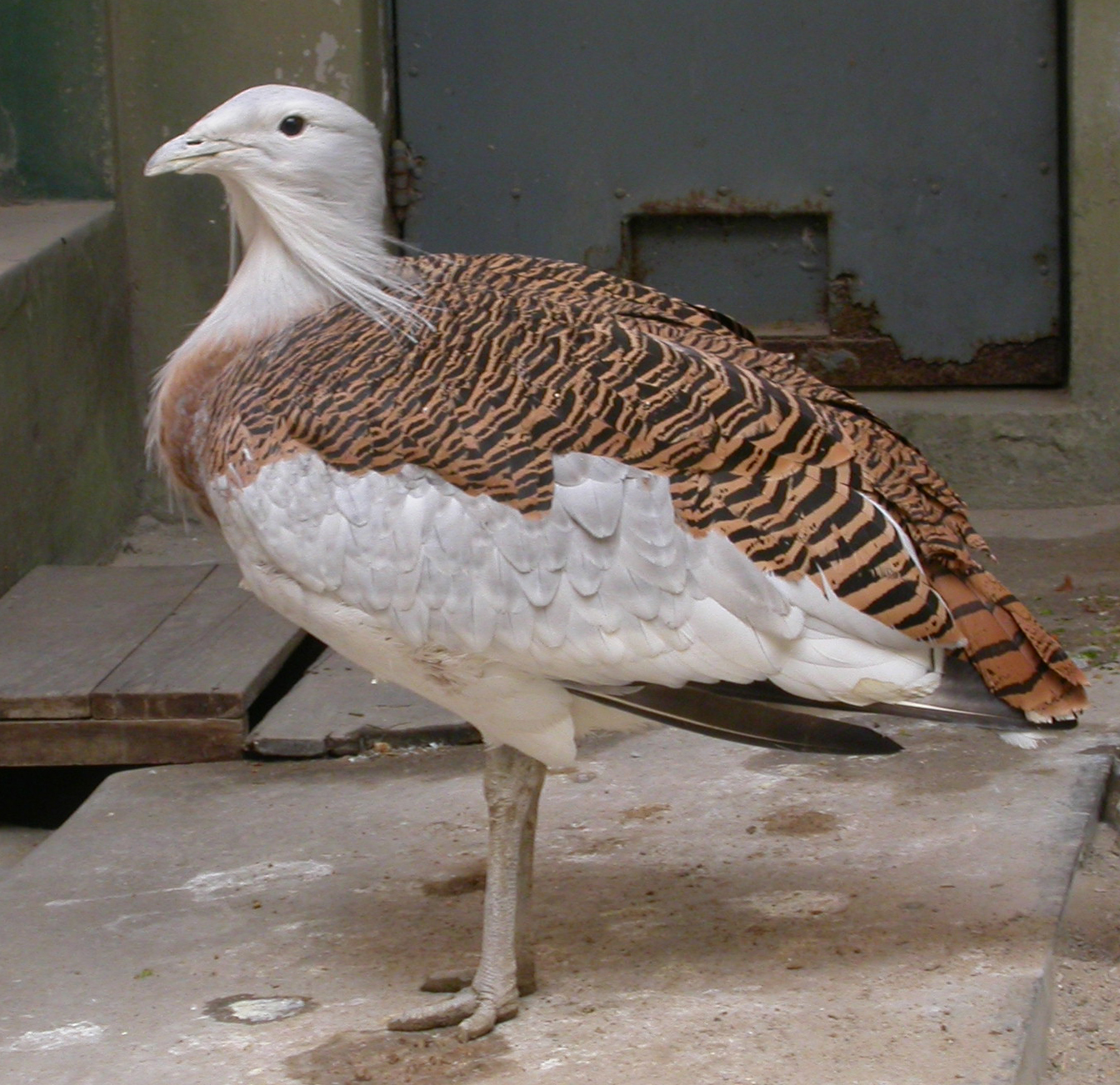

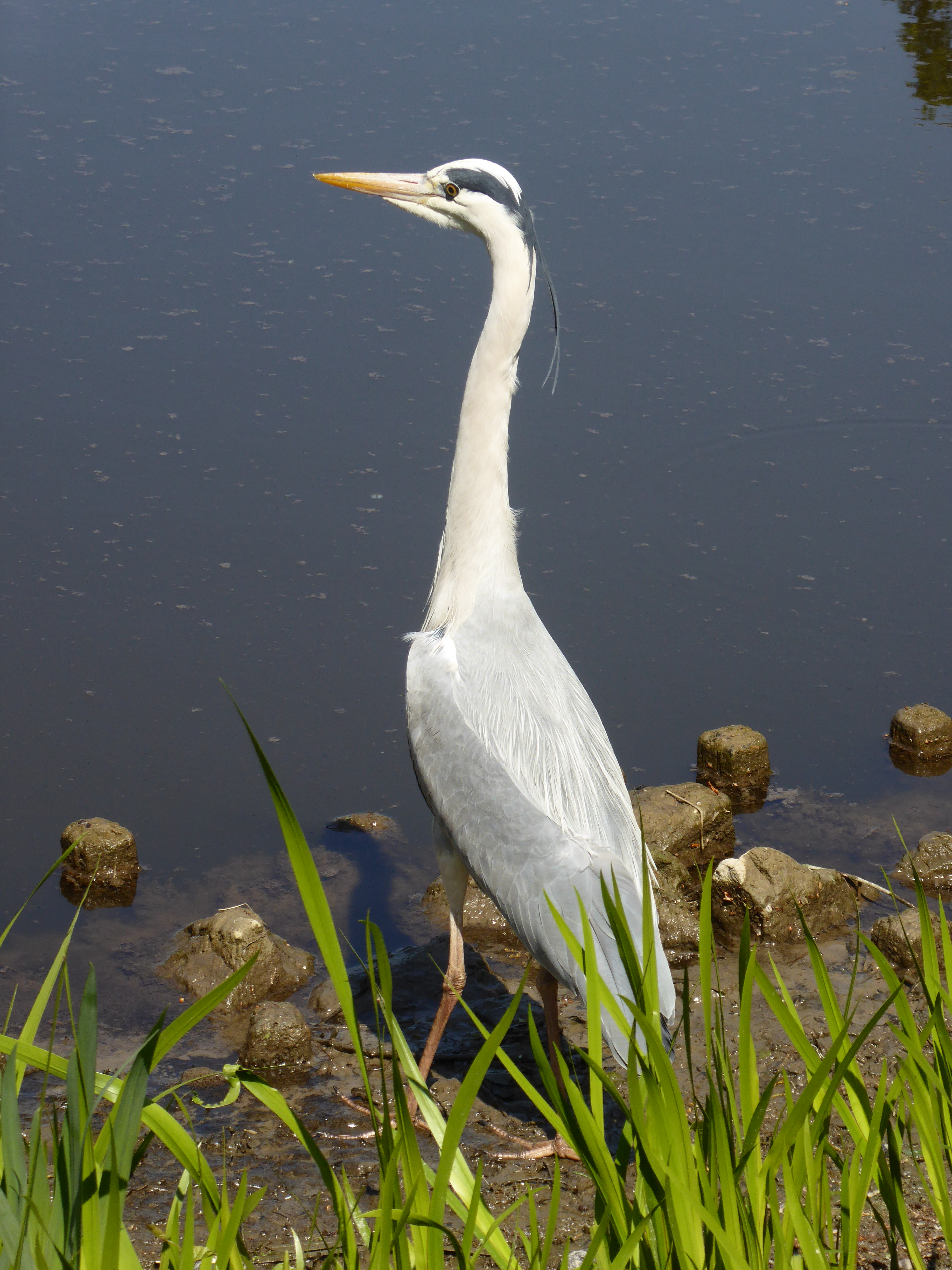

46°53′N 19°24′E / 46.883°N 19.400°E
小孔沙格國家公園（匈牙利語：Kiskunsági Nemzeti Park）是匈牙利的國家公園，位於該國中部巴奇-基什孔州，始建於1974年12月20日，面積570平方公里，該國家公園被聯合國教科文組織列為生物圈保護區。